# نوراگیوغ (آسکران)
نوراگیوغ (ارمنی: Նորագյուղ) یک منطقهٔ مسکونی در جمهوری آرتساخ است که در استان آسکران واقع شده‌است. نوراگیوغ ۱۳۹۶ نفر جمعیت دارد.